# Донгара – Пінджарра
Донгара — Пінджарра — газопровід на заході Австралії. Офіційно відомий як Parmelia Pipeline.
Трубопровід ввели в дію у 1971 році для подачі ресурсу з газових родовищ басейну Перт (лежить за кілька сотень кілометрів на північ від однойменного міста), найбільшим серед яких було Донгара. Кінцевим пунктом траси став район Пінджарра за пів сотні кілометрів на південь від Перту, де з 1972-го діяв алюмінієвий комбінат компанії Alcoa. Подача блакитного палива в район Перту дозволила припинити продукування штучного газу, а також перевести на новий вид палива ряд промислових споживачів.
Газопровід має довжину 416 кілометрів та виконаний у діаметрі 350 мм. З плином часу він отримав 5 компресорних станцій, що мало компенсувати падіння пластового тиску та забезпечити достатню пропускну здатність.
Доволі швидко ресурси виявлених у 1960-х роках родовищ басейну Перт були виснажені (в будь-якому випадку, мова йшла про не дуже значні відкриття, так, для Донгара геологічні запаси визначили як 14 млрд м3), так що з 1984-го головним постачальником блакитного палива на південний захід Австралії став газопровід Дампір – Банбері, який подав продукцію з північно-західного шельфу.
Втім, Донгара — Пінджарра й далі діяв, зокрема з 1982 року до нього подали продукцію родовища Вудада, виявленого в районі компресорної станції № 1, в 1992-му почались поставки з родовища Бехарра-Спрінгс, що лежить між Донгарра та компресорною станцією № 1, а в 2004-му запустили групу дрібних родовищ Ксіріс (Xyris), виявлених неподалік від Донгара. Ці джерела так само були невеликими, так, проєктна потужність установки підготовки Бехарра-Спрінгс становила 0,52 млн м3 на добу, тоді як показник установки підготовки Ксіріс складав 0,27 млн м3 на добу.
З 1994-го Донгара — Пінджарра через створену в районі Мондарра перемичку може отримувати ресурс з Дампір — Банбері, а також із підземного сховища Мондарра (споруджене на основі одного з дрібних родовищ, що були виявлені в 1960-х роках).
У другій половині 2010-х через колишню установку підготовки Ксіріс почалась подача продукції виявленого в басейні Перт значного газового родовища Вайтсіа (Waitsia). Про його розміри може говорити те, що після виведення в середині 2020-х на повну потужність звідси розраховують отримувати близько 7 млн м3 на добу, втім, ці обсяги повинні надходити до Дампір — Банбері.